# Парламентские выборы в Лаосе (2021)
Парламентские выборы в Лаосе проходили 21 февраля 2021 года одновременно с провинциальными выборами. Единственная политическая партия в стране, Народно-революционная партия Лаоса, сохранила подавляющее большинство в Национальном собрании.

## Избирательная система
164 депутата Национального собрания избирались в 18 многомандатных избирательных округах, число мандатов в которых колебалось от 5 до 19. В каждом из округов избиратели голосуют за список, включающий столько кандидатов, сколько мест для заполнения, и список, набравший наибольшее количество голосов, получает все места. Чтобы иметь возможность конкурировать, кандидаты должны сначала заручиться поддержкой местных властей или массовой организации, связанной с единой партией.
Общее количество мест соответствует увеличению населения. Каждая провинция имеет минимум пять мест, плюс одно место на каждые 50 тыс. жителей свыше 250 тыс., при этом максимальное количество мест составляет 19. Количество мест в парламенте было увеличено с 149 на выборах 2016 года до 164 мест в 2021 году.

## Предвыборная кампания
Голосование проходило на более чем 7200 избирательных участках. На 164 места парламента претендовало 224 кандидата. Уходящим в отставку депутатам Буакхаму Типпавонгу и Сайтонгу Кеодуангди, которые открыто критиковали правительство за его недостаточную приверженность борьбе с коррупцией, не разрешили баллотироваться на переизбрание. Избирательная комиссия посчитала, что они слишком старые и должны уступить место молодым кандидатам. Буакхам Типпавонг также обвинил депутатов в лишении бедняков их земли в личных целях.

## Результаты выборов
|                                     |           |       |      |      |  |  |  |  |
| Партия                              | Голосов   | %     | Мест | +/-  |  |  |  |  |
| Народно-революционная партия Лаоса  |           |       | 158  | +14▲ |  |  |  |  |
| Независимые                         |           |       | 6    | +1▲  |  |  |  |  |
| Недействительных бюллетеней         |           | -     | -    | -    |  |  |  |  |
| Всего                               | 3 973 017 | 100   | 164  | +15▲ |  |  |  |  |
| Зарегистрированных избирателей/Явка | 4 053 151 | 98,02 | -    | -    |  |  |  |  |
| Источник: Vientiane Times, IPU.     |           |       |      |      |  |  |  |  |

## Последующие события
Вновь избранная Ассамблея провело первое после выборов заседание с 22 по 26 марта. Во время инаугурационной сессии депутаты избрали Сайсомфон Фомвихан президентом Ассамблеи, премьер-министра Тхонглуна Сисулита президентом республики. После избрания нового президента парламент выбрал Пханкхама Вибхавана премьер-министром.